# Varna (Illinois)
Pour les articles homonymes, voir Varna.
Varna est un village du comté de Marshall dans l'Illinois, aux États-Unis,. Situé au centre du comté, il est incorporé le 9 octobre 1901. Le village est baptisé en référence à la ville de Varna en Bulgarie.

## Démographie
Lors du recensement de 2010, le village comptait une population de 384 habitants. Elle est estimée, en 2016, à 362 habitants.

### Source de la traduction
- (en) Cet article est partiellement ou en totalité issu de l’article de Wikipédia en anglais intitulé « Varna, Illinois » (voir la liste des auteurs).